# 我出去醫下
《我出去醫下》（法語：Docteur ?）是由特里斯坦·塞蓋拉執導的法國喜劇電影，於2019年上映。

## 劇情
在聖誕節前夕，塞爾吉被迫擔任SOS醫生在巴黎唯一的待命醫生，因為他的職業生涯享有許多自由，並面臨被除名的威脅。當諮詢以瘋狂的速度接踵而至時，塞爾吉接到了家人的朋友羅絲的電話，要他趕過去。在那兒，他遇到了做Uber Eats外送工作的馬利克，正送酸菜過去。由於不堪勞累，又受了傷，塞爾吉不得已僱用馬利克來代替他去看診，再透過麥克風遠端操控。

## 主要演員
- 米歇爾·布朗（Michel Blanc）：塞爾吉医生
- 哈基姆·杰米利（Hakim Jemili）：馬利克（Uber送貨員）
- 索琳·里戈特（Solene Rigot）：羅絲，塞爾吉之子的前妻

## 获奖
- 28届撒拉電影節高中生獎[2]
- 2019列日國際喜劇電影節電影節大獎

## 外部連結
- 互联网电影数据库（IMDb）上《我出去醫下》的资料（英文）
- 開眼電影網上《我出去醫下》的資料（繁體中文）
- 豆瓣电影上《我出去醫下》的資料 （简体中文）